# Torbjörntorp
Torbjörntorp is een plaats in de gemeente Falköping in het landschap Västergötland en de provincie Västra Götalands län in Zweden. De plaats heeft 474 inwoners (2005) en een oppervlakte van 74 hectare.

## Verkeer en vervoer
Bij de plaats lopen de Riksväg 46 en Länsväg 184.